# 安多弗鎮區 (伊利諾伊州亨利縣)
安多弗鎮區（英語：Andover Township）是位於美國伊利諾伊州亨利縣的一個行政鎮區。

## 地方資料
根據2010年美國人口普查的數據，安多弗鎮區的面積為93.40平方千米，當中陸地面積為94.70平方千米，而水域面積為0.00平方千米。當地共有人口941人，而人口密度為每平方千米10.07人。